# 銅陵市
銅陵市（どうりょう-し）は、中華人民共和国安徽省に位置する地級市。

## 地理
安徽省の南部に位置し、合肥市、蕪湖市、池州市、安慶市に接する。

## 歴史
1960年1月、安慶専区銅陵市が地級市の銅陵市に昇格。

## 行政区画
3市轄区・1県を管轄する。
- 市轄区:
  - 銅官区・義安区・郊区
- 県:
  - 樅陽県

| 銅陵市の地図              |
| ------------------------- |
| 銅官区 義安区 郊区 樅陽県 |

### 年表
この節の出典

#### 銅官山市
- 1956年10月12日 - 安徽省安慶専区銅陵県の一部が分立し、銅官山市が発足。(1市)
- 1958年9月5日 - 銅官山市が安慶専区に編入。

#### 銅陵市(第1次)
- 1960年1月7日 - 安慶専区銅陵市が地級市の銅陵市に昇格。(1市1県)
  - 銅陵市の一部が分立し、銅陵県が発足。
- 1960年4月3日 - 銅陵県が安慶専区に編入。(1市)
- 1960年12月31日 - 銅官山区を設置。(1区)
- 1961年1月 - 銅官山区の一部が分立し、銅港区・獅子山鎮が発足。(2区1鎮)
- 1963年2月7日 - 銅官山区・銅港区を廃止。(1市1鎮)
- 1963年6月 - 獅子山鎮を廃止。(1市)
- 1964年7月29日 - 銅陵市が特区に移行し、銅陵特区となる。

#### 銅陵特区
- 1969年4月14日 - 向陽区が発足。(1区)
- 1969年12月1日 - 向陽区の一部が分立し、紅星区が発足。(2区)
- 1971年5月6日 (4区)
  - 向陽区の一部が分立し、銅山区が発足。
  - 向陽区・紅星区の各一部が合併し、郊区が発足。
- 1971年12月11日 - 銅陵特区が地級市の銅陵市に昇格。

#### 銅陵市(第2次)
- 1971年12月11日 - 銅陵特区が地級市の銅陵市に昇格。(4区)
  - 池州地区貴池県の一部が銅山区に編入。
- 1974年11月13日 - 池州地区銅陵県を編入。(4区1県)
- 1974年11月18日 - 池州地区青陽県の一部が銅陵県に編入。(4区1県)
- 1979年10月 - 池州地区貴池県の一部が銅山区に編入。(4区1県)
- 1980年3月12日 - 安慶地区樅陽県の一部(普済圩農場)が郊区に編入。(4区1県)
- 1980年7月30日 (4区1県)
  - 向陽区が銅官山区に改称。
  - 紅星区が獅子山区に改称。
- 1987年8月17日 - 銅山区が郊区に編入。(3区1県)
- 1987年12月 - 巣湖地区無為県の一部が銅陵県に編入。(3区1県)
- 2004年5月29日 - 銅陵県の一部が郊区に編入。(3区1県)
- 2015年10月13日 (2区2県)
  - 安慶市樅陽県を編入。
  - 銅官山区・獅子山区が合併し、銅官区が発足。
- 2015年12月3日 - 銅陵県が区制施行し、義安区となる。(3区1県)
- 2018年9月11日 (3区1県)
  - 樅陽県・義安区・銅官区の各一部が郊区に編入。
  - 義安区・郊区の各一部が銅官区に編入。
  - 銅官区の一部が義安区に編入。

## 交通
鉄道
- 寧銅線

鉄道
- 合銅黄高速道路